# Cooyoo australis
Cooyoo australis (лат.) — вид вымерших лучепёрых рыб из семейства Ichthyodectidae отряда ихтиодектообразных (Ichthyodectiformes), живший в конце мелового периода. Единственный известный вид рода Cooyoo. Их окаменелости известны из Квинсленда (Австралия). Cooyoo australis были быстрыми хищными рыбами длиной до 2,5 м, которые питались более мелкими костными рыбами. У них было обтекаемое тело и глубоко расщеплённый хвост.